# 구비키촌
구비키촌(頸城村)은 니가타현 서부에 있던 촌이다. 조에쓰시로의 통근율은 44.6%(2000년 인구조사).2005년 1월 1일 조에쓰시 등 12개 시정촌과 합병하여 지역 자치구인 구비키가 되었다.

## 역사
- 1957년 4월 1일 - 나카칸바라군 오부케촌과 메이지촌이 합병으로 구비키촌이 성립하였다.
- 2005년 1월 1일 - 조에쓰시에 편입해 폐지되었다.

## 교통

### 도로
- 국도 제8호선

### 철도
- 동일본 여객철도
  - 신에쓰 본선

- 호쿠에쓰 급행
  - 호쿠호쿠 선 (오이케이코이노모리역, 구비키역 )